# 엠군
엠군(영어: Mgoon)는 대한민국의 동영상 플랫폼이며, 2005년에 개설되어 2020년에 서비스를 종료하였다.